# چاهک (زاهدان)
چاهک یا مصریان براهویی روستایی در دهستان حرمک بخش مرکزی شهرستان زاهدان استان سیستان و بلوچستان ایران است.

## جمعیت
بر پایه سرشماری عمومی نفوس و مسکن در سال ۱۳۹۵ جمعیت این روستا ۲۹ نفر (۶خانوار) بوده‌است.طبق سرشماری ۱۴۰۲ جمعیت روستا ۱۲۵ نفر میباشد بالغ بر ۲۰خانوار 